# Pokémon Spada e Scudo
Pokémon Spada (ポケットモンスター ソード?, Poketto Monsutā Sōdo) e Pokémon Scudo (ポケットモンスター シールド?, Poketto Monsutā Shīrudo) sono due videogiochi di ruolo della serie Pokémon per Nintendo Switch, pubblicati nel 2019.
Si tratta del doppio titolo che introduce l'ottava generazione della serie Pokémon.
Con 25,68 milioni di unità vendute combinate, è il quinto videogioco più venduto per Nintendo Switch.

## Trama
Ambientato nell'inedita regione di Galar, verosimilmente ispirata alla Gran Bretagna, il gioco ruota attorno alle vicende di un esordiente allenatore Pokémon, che assieme al vicino di casa Hop coltiva il sogno di diventare un giorno sufficientemente forte da poter sfidare il Campione della Lega Pokémon di Galar, Dandel, fratello dello stesso Hop. A supportare l'avventura dei due ragazzi, oltre alla professoressa Flora ed alla sua assistente Sonia, sarà anche Rose, il Presidente della Lega Pokémon e proprietario della Macro Cosmos, una grande impresa deputata a soddisfare il fabbisogno energetico di Galar.
Il giocatore dovrà confrontarsi, oltre che con l'amico-rivale Hop, anche con gli otto Capipalestra di Galar e con altri due rivali, Beet e Mary, fino a strappare un biglietto utile alla partecipazione al torneo per decretare il nuovo Campione di Galar. Durante queste vicende, Dandel e il protagonista metteranno a nudo il piano segreto di Rose, intenzionato a risvegliare il misterioso Eternatus per risolvere la crisi energetica che Galar è destinata ad affrontare nel futuro. La minaccia di distruzione verrà sventata anche grazie all'aiuto di Zacian e Zamazenta, i due Pokémon leggendari di copertina del doppio titolo.
Una volta ottenuto il titolo di Campione di Galar, il protagonista farà la conoscenza di Brandobaldo e Scudobaldo, due fratelli di nobili origini intenzionati ad accaparrarsi il trono della regione, sottraendone cioè il controllo ai suoi diretti protettori, i leggendari Zacian e Zamazenta. Sventati i loro intenti, sarà successivamente possibile giungere al tentativo di cattura del leggendario di copertina (Zacian per Pokémon Spada, Zamazenta per Pokémon Scudo).

### Pass di espansione
Ulteriori contenuti di gioco sono stati aggiunti ai titoli tramite l'uscita di due pass d'espansione, annunciati attraverso un Pokémon Direct trasmesso globalmente il 9 gennaio 2020, intitolati rispettivamente L'isola solitaria dell'armatura e Le terre innevate della corona. Rispetto al gioco originale, le due espansioni aggiungono nuove specie di Pokémon all'interno della regione di Galar, ma senza completare il numero di Pokémon esistenti; inoltre vengono introdotte nuove varianti regionali e viene resa disponibile la cattura di vecchi Pokémon leggendari. In aggiunta a ciò, è possibile la cattura di specie Pokémon inedite ed esclusive:
- ne L'isola solitaria dell'armatura, il giocatore potrà catturare Kubfu ed ottenere la sua diretta evoluzione Urshifu;
- ne Le terre innevate della corona, il giocatore potrà catturare il Pokémon leggendario Calyrex, oltreché gli inediti Glastrier e Spectrier, le varianti regionali di Articuno, Zapdos e Moltres, ed il duo leggendario composto da Regieleki e Regidrago.

Le vicende narrate nel primo pass ruotano attorno ad un dojo all'interno del quale il giocatore verrà sottoposto ad una serie di prove, culminanti con la cattura del leggendario Kubfu.
All'interno del secondo pass il giocatore farà la conoscenza di Peony, che gli affiderà il compito di esplorare la Landa Corona, attraverso l'assegnazione di tre missioni che si concluderanno con l'incontro e la cattura degli inediti leggendari sopra citati.

## Modalità di gioco

Cattura del gioco

Pokémon Spada e Scudo è stato presentato facendo perno su punti cardine che rappresentano una novità assoluta per le meccaniche di gioco tradizionali del brand di Game Freak: benché sia rimasta inalterata l'impostazione tradizionale degli scontri tra Pokémon (quindi le battaglie a turni), sono state presentate novità: la modalità Dynamax, un potenziamento sulla scia delle Megaevoluzioni e delle Mosse Z che consente ad un singolo Pokémon di assumere dimensioni colossali e di potenziarsi a livello statistico, seppur per soli tre turni; le Terre Selvagge, ovvero zone della mappa di Galar open world, dov'è possibile un'ampia esplorazione al fine di catturare Pokémon; il Raid Dynamax, una vera e propria modalità di gioco multiplayer che consente al giocatore di cooperare con altri tre giocatori tramite connessione Internet per sfidare e catturare un Pokémon di livello elevato.
Nel teaser dell'8 luglio 2019 è stata svelata l'esistenza di un'ulteriore meccanica, ovvero il Gigamax, che comporta non solo gli effetti del Dynamax, ma anche un cambiamento d'aspetto del Pokémon interessato e una mossa inedita in base al tipo del Pokémon.

## Promozione
I primi indizi circa l'esistenza di un progetto per asportare la serie principale Pokémon da Nintendo 3DS alla console ibrida Nintendo Switch erano stati lasciati dal game director Jun'ichi Masuda, che, poco prima dell'annuncio del duplice capitolo Pokémon: Let's Go, aveva lasciato intendere che il brand di Game Freak si sarebbe presto spostato stabilmente su Switch. L'annuncio ufficiale dei due titoli arriva il 27 febbraio 2019, mediante la riproduzione in diretta mondiale di uno speciale Pokémon Direct della durata di 7 minuti, in cui fanno la loro comparsa Ishihara, Masuda e Ohmori, i tre capi di Game Freak a capo della realizzazione del progetto Spada e Scudo: nel corso del video, viene mostrata la nuova regione d'ambientazione, l'inedita Galar, oltre ai tre nuovi starter, che introducono di fatto l'ottava generazione.
Dopo diversi mesi di silenzio, in cui The Pokémon Company è uscita allo scoperto solo per alcuni annunci collaterali (come i progetti Pokémon Home, Sleep e Masters), il 5 giugno 2019, previo annuncio, viene riprodotto un nuovo video trailer, della durata di 15 minuti, in cui vengono mostrati ulteriori stralci di gioco, presentando non solo nuovi Pokémon esclusivi di Galar, tra cui la coppia di leggendari, ed alcuni personaggi della trama principale, bensì anche le nuove menti di Game Freak, quali il direttore artistico James Turner (che sostituisce in tal ruolo Masuda) e Kazumasa Iwao.

## Accoglienza
Ha fatto discutere sin da subito l'annuncio durante l'E3 riguardante un taglio del Pokédex per incentrare maggiormente gli sforzi sullo sviluppo di animazioni "maggiormente dettagliate". Il video nel quale viene detto ciò, pubblicato sul canale YouTube ufficiale di Nintendo conta più di 90.000 "non mi piace" a marzo 2021.
Il gioco all'uscita è stato accolto generalmente in maniera positiva dalla critica. Su Metacritic il gioco riceve un punteggio di 80 mentre  IGN assegna un voto di 9,3.
Contrariamente alla critica di varie testate giornalistiche, il gioco ha ricevuto recensioni generalmente negative da parte del pubblico, bocciando la storia, il comparto tecnico e il taglio del Pokédex non giustificato propriamente.